# Rotaria macroceros
Rotaria macroceros is een raderdiertjessoort uit de familie Philodinidae. De wetenschappelijke naam van deze soort is voor het eerst geldig gepubliceerd in 1851 door Gosse.